# 具脊觿茅
具脊觿茅（学名：Dimeria ornithopoda sp. subrobusta）为禾本科觿茅属下的一个亚种。